# Чемпионат мира по хоккею с шайбой среди юниорских команд 2015
Чемпионат мира по хоккею с шайбой среди юниорских команд 2015 года — 17-й турнир юниорского чемпионата мира под эгидой ИИХФ, проходивший с 16 по 26 апреля 2015 года в Люцерне и Цуге (Швейцария). Сборная США стала чемпионом и завоевала свой девятый титул, одолев в финале сборную Финляндии со счётом 2:1 в овертайме. Бронзовую медаль выиграла сборная Канады, победившая в матче за третье место сборную Швейцарии — 5:2.
Лучшим бомбардиром стал американец Остон Мэттьюс, набравший 15 (8+7) очков за результативность. Он же был признан самым ценным игроком и лучшим нападающим турнира. Лучшим вратарём стал игрок сборной России Илья Самсонов, а лучшим защитником финн Вили Саариярви.

## Участвующие команды
В чемпионате принимали участие 10 национальных команд — восемь из Европы и две из Северной Америки. Сборная Латвии пришла из первого дивизиона, остальные — с прошлого турнира ТОП-дивизиона.
Европа
- Чехия*
- Словакия*
- Финляндия*
- Россия*
- Швеция*
- Латвия^
- Швейцария×
- Германия*

Северная Америка
- Канада*
- США*

* = 9 команд автоматически квалифицировались в высший дивизион по итогам чемпионата мира 2014 года
^ = Команда перешла в высший дивизион по итогам первого дивизиона чемпионата мира 2014 года
× = Квалифицировались как хозяева чемпионата 

### Составы
5. Россия. Антон Красоткин, Михаил Бердин, Илья Самсонов — Михаил Сидоров, Александр Козырев, Михаил Сергачёв, Егор Рыков, Александр Щемеров, Артём Волков, Александр Яковенко, — Николай Чебыкин, Михаил Воробьев, Артем Иванюженков, Данил Юртайкин, Герман Рубцов, Данила Квартальнов, Дмитрий Соколов, Кирилл Капризов, Иван Емец, Денис Гурьянов, Владимир Барабанов, Дмитрий  Жукенов, Кирилл Беляев. Главный тренер Юрий Румянцев.

## Судьи
ИИХФ утвердила 12 главных и 10 линейных судей для обслуживания матчей чемпионата мира по хоккею с шайбой среди юниорских команд 2015 года.
| Главные судьи - Джимми Бергамелли - Владимир Пешина - Пер Густав Солем - Петри Линдквист - Роберт Мюлльнер - Кристофер Питоскья - Андреас Харнебринг - Мариан Роатш - Ладислав Сметана - Андреас Кох - Бретт Айверсон - Юрий Оскирко | Линейные судьи - Франко Эспиноза - Михаэль Шерриг - Маркку Бойзе - Брайан Оливер - Александр Отмахов - Ханну Сормунен - Людвиг Лундгрен - Мартин Корба - Иржи Гебауэр - Николас Пише |  |

## Предварительный этап
|  | Команды, выходящие в четвертьфинал      |
|  | Команды, выходящие в утешительный раунд |

### Группа A
| М | Сборная  | И | В | ВО | ПО | П | ШЗ | ШП | РШ  | О  |
| - | -------- | - | - | -- | -- | - | -- | -- | --- | -- |
| 1 | Россия   | 4 | 4 | 0  | 0  | 0 | 20 | 7  | +13 | 12 |
| 2 | США      | 4 | 3 | 0  | 0  | 1 | 30 | 8  | +22 | 9  |
| 3 | Словакия | 4 | 1 | 1  | 0  | 2 | 9  | 18 | −9  | 5  |
| 4 | Швеция   | 4 | 1 | 0  | 0  | 3 | 16 | 17 | −1  | 3  |
| 5 | Германия | 4 | 0 | 0  | 1  | 3 | 5  | 30 | −25 | 1  |

Время местное (UTC+2).
| 16 апреля 2015 14:45 | Швеция | 1:3 (0:0, 0:1, 1:2) | Словакия | Свисс Лайф Арена, Люцерн Зрителей: 460 |

| Отчёт                                                | Отчёт                                      | Отчёт | Отчёт                    | Отчёт                                                                              |
| ---------------------------------------------------- | ------------------------------------------ | --- | ------------------------ | ---------------------------------------------------------------------------------- |
|                                                      |                                            | |                          |                                                                                    |
|                                                      | Феликс Сандстрём — 00:00-58:30 59:41-60:00 | Вратари | 00:00-60:00 — Адам Гуска | Судьи: Джимми Бергамелли Юрий Оскирко Линейные судьи: Франко Эспиноза Иржи Гебауэр |
|                                                      | Голы:                                      | |                          | Судьи: Джимми Бергамелли Юрий Оскирко Линейные судьи: Франко Эспиноза Иржи Гебауэр |
| Юэль Эрикссон Эк (бол.) — 45:02 (Р. Асплунд, Ф. Аль) | 0:1 :1 1:2 1:3                             | 37:39 — Самуэль Соленски (П. Горват, Р. Житны) 56:00 — Марек Гецль (Б. Садецки) 59:41 — Филип Лештян (п.в.) (Р. Бондра, П. Валент) |                          | Судьи: Джимми Бергамелли Юрий Оскирко Линейные судьи: Франко Эспиноза Иржи Гебауэр |
|                                                      |                                            | |                          | Судьи: Джимми Бергамелли Юрий Оскирко Линейные судьи: Франко Эспиноза Иржи Гебауэр |
|                                                      |                                            | |                          | Судьи: Джимми Бергамелли Юрий Оскирко Линейные судьи: Франко Эспиноза Иржи Гебауэр |
|                                                      |                                            | |                          | Судьи: Джимми Бергамелли Юрий Оскирко Линейные судьи: Франко Эспиноза Иржи Гебауэр |
| 8 мин                                                | Штраф                                      | 8 мин |                          | Судьи: Джимми Бергамелли Юрий Оскирко Линейные судьи: Франко Эспиноза Иржи Гебауэр |
|                                                      |                                            | |                          |                                                                                    |
|                                                      | 37                                         | Броски | 25                       |                                                                                    |

| 16 апреля 2015 18:45 | Россия | 3:1 (0:1, 2:0, 1:0) | США | Свисс Лайф Арена, Люцерн Зрителей: 925 |

| Отчёт | Отчёт                       | Отчёт              | Отчёт                                | Отчёт                                                                             |
| --- | --------------------------- | ------------------ | ------------------------------------ | --------------------------------------------------------------------------------- |
| |                             |                    |                                      |                                                                                   |
| | Илья Самсонов — 00:00-60:00 | Вратари            | 00:00-59:01 — Люк Опилка 59:36-60:00 | Судьи: Андреас Кох Роберт Мюлльнер Линейные судьи: Людвиг Лундгрен Ханну Сормунен |
| | Голы:                       |                    |                                      | Судьи: Андреас Кох Роберт Мюлльнер Линейные судьи: Людвиг Лундгрен Ханну Сормунен |
| Денис Гурьянов (мен.) — 23:09 (М. Воробьёв) Дмитрий Жукенов (бол.) — 27:37 (Д. Соколов, К. Капризов) Дмитрий Соколов (п.в.) — 59:36 | 0:1 :1 2:1 3:1              | 07:15 — Трой Терри |                                      | Судьи: Андреас Кох Роберт Мюлльнер Линейные судьи: Людвиг Лундгрен Ханну Сормунен |
| |                             |                    |                                      | Судьи: Андреас Кох Роберт Мюлльнер Линейные судьи: Людвиг Лундгрен Ханну Сормунен |
| |                             |                    |                                      | Судьи: Андреас Кох Роберт Мюлльнер Линейные судьи: Людвиг Лундгрен Ханну Сормунен |
| |                             |                    |                                      | Судьи: Андреас Кох Роберт Мюлльнер Линейные судьи: Людвиг Лундгрен Ханну Сормунен |
| 12 мин | Штраф                       | 6 мин              |                                      | Судьи: Андреас Кох Роберт Мюлльнер Линейные судьи: Людвиг Лундгрен Ханну Сормунен |
| |                             |                    |                                      |                                                                                   |
| | 16                          | Броски             | 50                                   |                                                                                   |

| 17 апреля 2015 14:45 | Словакия | 0:10 (0:4, 0:6, 0:0) | США | Свисс Лайф Арена, Люцерн Зрителей: 290 |

| Отчёт | Отчёт                                                   | Отчёт | Отчёт                    | Отчёт                                                                                      |
| ----- | ------------------------------------------------------- | --- | ------------------------ | ------------------------------------------------------------------------------------------ |
|       |                                                         | |                          |                                                                                            |
|       | Владимир Цибулка — 00:00-26:21 Адам Гуска — 26:21-60:00 | Вратари | 00:00-60:00 — Эван Сарту | Судьи: Андреас Харнебринг Петри Линдквист Линейные судьи: Александр Отмахов Михаэль Шерриг |
|       | Голы:                                                   | |                          | Судьи: Андреас Харнебринг Петри Линдквист Линейные судьи: Александр Отмахов Михаэль Шерриг |
|       | 0:1 0:2 0:3 0:4 0:5 0:6 0:7 0:8 0:9 0:10                | 01:09 — Трой Терри (М. Фладстранд, Б. Уоррен) 10:47 — Мэттью Ткачук (бол.) (Дж. Рословик, О. Мэттьюс) 14:20 — Джек Рословик (бол.) (М. Ткачук, О. Мэттьюс) 18:17 — Джек Рословик (О. Мэттьюс, Ч. Макэвой) 20:28 — Остон Мэттьюс (М. Ткачук, Ч. Крис) 24:49 — Остон Мэттьюс (М. Фладстранд, М. Ткачук) 26:21 — Джереми Бракко (Т. Терри, Дж. Масониус) 28:46 — Кейси Фицджеральд (М. Ткачук, Дж. Рословик) 29:46 — Люк Кунин (К. Фишер, Дж. Гринуэй) 30:27 — Брендан Уоррен (М. Фладстранд, К. Фицджеральд) |                          | Судьи: Андреас Харнебринг Петри Линдквист Линейные судьи: Александр Отмахов Михаэль Шерриг |
|       |                                                         | |                          | Судьи: Андреас Харнебринг Петри Линдквист Линейные судьи: Александр Отмахов Михаэль Шерриг |
|       |                                                         | |                          | Судьи: Андреас Харнебринг Петри Линдквист Линейные судьи: Александр Отмахов Михаэль Шерриг |
|       |                                                         | |                          | Судьи: Андреас Харнебринг Петри Линдквист Линейные судьи: Александр Отмахов Михаэль Шерриг |
| 8 мин | Штраф                                                   | 4 мин |                          | Судьи: Андреас Харнебринг Петри Линдквист Линейные судьи: Александр Отмахов Михаэль Шерриг |
|       |                                                         | |                          |                                                                                            |
|       | 15                                                      | Броски | 44                       |                                                                                            |

| 17 апреля 2015 18:45 | Россия | 6:0 (2:0, 3:0, 1:0) | Германия | Свисс Лайф Арена, Люцерн Зрителей: 362 |

| Отчёт | Отчёт                         | Отчёт   | Отчёт | Отчёт                                                                              |
| --- | ----------------------------- | ------- | --- | ---------------------------------------------------------------------------------- |
| |                               |         | |                                                                                    |
| | Антон Красоткин — 00:00-60:00 | Вратари | 00:00-09:43 — Патрик Бергер 09:43-12:15 — Мирко Пантковски 12:15-24:58 — Патрик Бергер 24:58-60:00 — Мирко Пантковски | Судьи: Бретт Айверсон Владимир Пешина Линейные судьи: Франко Эспиноза Мартин Корба |
| | Голы:                         |         | | Судьи: Бретт Айверсон Владимир Пешина Линейные судьи: Франко Эспиноза Мартин Корба |
| Данил Юртайкин — 06:59 (М. Сидоров) Денис Гурьянов — 11:05 (М. Воробьёв) Владимир Барабанов — 20:33 Артём Иванюженков — 24:58 (И. Емец) Иван Емец — 31:50 (Д. Жукенов, Д. Соколов) Кирилл Капризов — 54:01 (А. Яковенко, Д. Соколов) | 1:0 2:0 3:0 4:0 5:0 6:0       |         | | Судьи: Бретт Айверсон Владимир Пешина Линейные судьи: Франко Эспиноза Мартин Корба |
| |                               |         | | Судьи: Бретт Айверсон Владимир Пешина Линейные судьи: Франко Эспиноза Мартин Корба |
| |                               |         | | Судьи: Бретт Айверсон Владимир Пешина Линейные судьи: Франко Эспиноза Мартин Корба |
| |                               |         | | Судьи: Бретт Айверсон Владимир Пешина Линейные судьи: Франко Эспиноза Мартин Корба |
| 8 мин | Штраф                         | 10 мин  | | Судьи: Бретт Айверсон Владимир Пешина Линейные судьи: Франко Эспиноза Мартин Корба |
| |                               |         | |                                                                                    |
| | 38                            | Броски  | 33 |                                                                                    |

| 18 апреля 2015 17:00 | Германия | 1:7 (0:1, 0:5, 1:1) | Швеция | Свисс Лайф Арена, Люцерн Зрителей: 532 |

| Отчёт                            | Отчёт                                                      | Отчёт | Отчёт                          | Отчёт                                                                         |
| -------------------------------- | ---------------------------------------------------------- | --- | ------------------------------ | ----------------------------------------------------------------------------- |
|                                  |                                                            | |                                |                                                                               |
|                                  | Мирко Пантковски — 00:00-40:00 Патрик Бергер — 40:00-60:00 | Вратари | 00:00-60:00 — Феликс Сандстрём | Судьи: Андреас Кох Петри Линдквист Линейные судьи: Брайан Оливер Николас Пише |
|                                  | Голы:                                                      | |                                | Судьи: Андреас Кох Петри Линдквист Линейные судьи: Брайан Оливер Николас Пише |
| Тобиас Эдер — 47:34 (Л. Шпицнер) | 0:1 0:2 0:3 0:4 0:5 0:6 1:6 1:7                            | 08:58 — Себастьян Ольссон 24:18 — Себастьян Ольссон (Дж. Дальстрём, К. Грундстрём) 26:24 — Юэль Эрикссон Эк (бол.) (Е. Линдгрен, Л. Карлссон) 29:32 — Расмус Асплунд (бол.) (О. Кюлингтон, Ю. Эрикссон Эк) 36:42 — Юэль Эрикссон Эк (Ф. Аль, О. Кюлингтон) 38:29 — Себастьян Ольссон (бол.) (Ю. Дален, Л. Элунд) 49:00 — Карл Грундстрём (бул.) |                                | Судьи: Андреас Кох Петри Линдквист Линейные судьи: Брайан Оливер Николас Пише |
|                                  |                                                            | |                                | Судьи: Андреас Кох Петри Линдквист Линейные судьи: Брайан Оливер Николас Пише |
|                                  |                                                            | |                                | Судьи: Андреас Кох Петри Линдквист Линейные судьи: Брайан Оливер Николас Пише |
|                                  |                                                            | |                                | Судьи: Андреас Кох Петри Линдквист Линейные судьи: Брайан Оливер Николас Пише |
| 14 мин                           | Штраф                                                      | 4 мин |                                | Судьи: Андреас Кох Петри Линдквист Линейные судьи: Брайан Оливер Николас Пише |
|                                  |                                                            | |                                |                                                                               |
|                                  | 32                                                         | Броски | 48                             |                                                                               |

| 19 апреля 2015 13:00 | Словакия | 2:4 (1:2, 0:1, 1:1) | Россия | Свисс Лайф Арена, Люцерн Зрителей: 660 |

| Отчёт                                                                           | Отчёт                    | Отчёт | Отчёт                       | Отчёт                                                                                |
| ------------------------------------------------------------------------------- | ------------------------ | --- | --------------------------- | ------------------------------------------------------------------------------------ |
|                                                                                 |                          | |                             |                                                                                      |
|                                                                                 | Адам Гуска — 00:00-60:00 | Вратари | 00:00-60:00 — Илья Самсонов | Судьи: Владимир Пешина Пер Густав Солем Линейные судьи: Маркку Бойзе Франко Эспиноза |
|                                                                                 | Голы:                    | |                             | Судьи: Владимир Пешина Пер Густав Солем Линейные судьи: Маркку Бойзе Франко Эспиноза |
| Петер Горват — 17:26 (С. Соленски) Филип Лештян — 48:26 (А. Вадович, П. Валент) | 0:1 0:2 1:2 1:3 2:3 2:4  | 05:25 — Герман Рубцов (А. Иванюженков) 06:54 — Денис Гурьянов (К. Капризов, М. Воробьёв) 23:10 — Дмитрий Жукенов (К. Беляев, К. Капризов) 53:57 — Данил Юртайкин (Д. Квартальнов, М. Сидоров) |                             | Судьи: Владимир Пешина Пер Густав Солем Линейные судьи: Маркку Бойзе Франко Эспиноза |
|                                                                                 |                          | |                             | Судьи: Владимир Пешина Пер Густав Солем Линейные судьи: Маркку Бойзе Франко Эспиноза |
|                                                                                 |                          | |                             | Судьи: Владимир Пешина Пер Густав Солем Линейные судьи: Маркку Бойзе Франко Эспиноза |
|                                                                                 |                          | |                             | Судьи: Владимир Пешина Пер Густав Солем Линейные судьи: Маркку Бойзе Франко Эспиноза |
| 8 мин                                                                           | Штраф                    | 10 мин |                             | Судьи: Владимир Пешина Пер Густав Солем Линейные судьи: Маркку Бойзе Франко Эспиноза |
|                                                                                 |                          | |                             |                                                                                      |
|                                                                                 | 36                       | Броски | 35                          |                                                                                      |

| 19 апреля 2015 17:00 | США | 6:4 (1:1, 2:2, 3:1) | Швеция | Свисс Лайф Арена, Люцерн Зрителей: 1222 |

| Отчёт | Отчёт                                  | Отчёт | Отчёт                                      | Отчёт                                                                          |
| --- | -------------------------------------- | --- | ------------------------------------------ | ------------------------------------------------------------------------------ |
| |                                        | |                                            |                                                                                |
| | Люк Опилка — 00:00-60:00               | Вратари | 00:00-59:13 — Феликс Сандстрём 59:59-60:00 | Судьи: Бретт Айверсон Мариан Роатш Линейные судьи: Николас Пише Михаэль Шерриг |
| | Голы:                                  | |                                            | Судьи: Бретт Айверсон Мариан Роатш Линейные судьи: Николас Пише Михаэль Шерриг |
| Клейтон Келлер — 05:22 (К. Уайт) Кристиан Фишер (бол.) — 33:03 (К. Келлер, Ч. Макэвой) Колин Уайт — 37:56 (Дж. Бракко, Дж. Гринуэй) Клейтон Келлер — 43:45 (К. Уайт, Дж. Бракко) Остон Мэттьюс — 51:43 (К. Фицджеральд) Чад Крис (п.в.) — 59:59 (К. Фишер, К. Келлер) | 0:1 :1 2:1 2:2 3:2 3:3 4:3 4:4 5:4 6:4 | 04:48 — Карл Грундстрём (Я. Ларссон, С. Ольссон) 36:49 — Юэль Эрикссон Эк (бол.) (Р. Асплунд, Ф. Аль) 39:21 — Юнатан Дален (Я. Ларссон, Л. Элунд) 50:35 — Расмус Асплунд (Ю. Дален, Л. Элунд) |                                            | Судьи: Бретт Айверсон Мариан Роатш Линейные судьи: Николас Пише Михаэль Шерриг |
| |                                        | |                                            | Судьи: Бретт Айверсон Мариан Роатш Линейные судьи: Николас Пише Михаэль Шерриг |
| |                                        | |                                            | Судьи: Бретт Айверсон Мариан Роатш Линейные судьи: Николас Пише Михаэль Шерриг |
| |                                        | |                                            | Судьи: Бретт Айверсон Мариан Роатш Линейные судьи: Николас Пише Михаэль Шерриг |
| 8 мин | Штраф                                  | 20 мин |                                            | Судьи: Бретт Айверсон Мариан Роатш Линейные судьи: Николас Пише Михаэль Шерриг |
| |                                        | |                                            |                                                                                |
| | 53                                     | Броски | 18                                         |                                                                                |

| 20 апреля 2015 18:45 | Германия | 3:4 (Б) (1:0, 1:1, 1:2, 0:0, 0:1) | Словакия | Свисс Лайф Арена, Люцерн Зрителей: 332 |

| Отчёт                                                                                                 | Отчёт                       | Отчёт | Отчёт                    | Отчёт                                                                                   |
| --- | --------------------------- | --- | ------------------------ | --------------------------------------------------------------------------------------- |
| |                             | |                          |                                                                                         |
| | Патрик Бергер — 00:00-65:00 | Вратари | 00:00-65:00 — Адам Гуска | Судьи: Кристофер Питоскья Пер Густав Солем Линейные судьи: Брайан Оливер Михаэль Шерриг |
| | Голы:                       | |                          | Судьи: Кристофер Питоскья Пер Густав Солем Линейные судьи: Брайан Оливер Михаэль Шерриг |
| Тобиас Эдер (бол.) — 07:51 (Я. Майеншайн) Якоб Майеншайн — 34:06 (Ю. Направник) Лукас Кельбле — 55:20 | 1:0 1:1 2:1 2:2 2:3 :3 3:4  | 20:25 — Радован Бондра (бол.) (П. Валент) 42:59 — Мартин Андрисик (Р. Бондра) 51:17 — Петер Валент (Р. Бондра, М. Андрисик) 65:00 — Самуэль Соленски (поб. бул.) |                          | Судьи: Кристофер Питоскья Пер Густав Солем Линейные судьи: Брайан Оливер Михаэль Шерриг |
| | Буллиты:                    | |                          | Судьи: Кристофер Питоскья Пер Густав Солем Линейные судьи: Брайан Оливер Михаэль Шерриг |
| Юлиан Направник Тобиас Эдер Янник Древс                                                               |                             | Роман Житны Самуэль Соленски Матей Мурин |                          | Судьи: Кристофер Питоскья Пер Густав Солем Линейные судьи: Брайан Оливер Михаэль Шерриг |
| |                             | |                          | Судьи: Кристофер Питоскья Пер Густав Солем Линейные судьи: Брайан Оливер Михаэль Шерриг |
| 4 мин                                                                                                 | Штраф                       | 6 мин |                          | Судьи: Кристофер Питоскья Пер Густав Солем Линейные судьи: Брайан Оливер Михаэль Шерриг |
| |                             | |                          |                                                                                         |
| | 42                          | Броски | 23                       |                                                                                         |

| 21 апреля 2015 14:45 | США | 13:1 (4:0, 5:1, 3:0) | Германия | Свисс Лайф Арена, Люцерн Зрителей: 317 |

| Отчёт | Отчёт                                                       | Отчёт                                            | Отчёт                                                      | Отчёт                                                                              |
| --- | ----------------------------------------------------------- | ------------------------------------------------ | ---------------------------------------------------------- | ---------------------------------------------------------------------------------- |
| |                                                             |                                                  |                                                            |                                                                                    |
| | Эван Сарту — 00:00-60:00                                    | Вратари                                          | 00:00-40:00 — Мирко Пантковски 40:00-60:00 — Патрик Бергер | Судьи: Роберт Мюлльнер Юрий Оскирко Линейные судьи: Франко Эспиноза Ханну Сормунен |
| | Голы:                                                       |                                                  |                                                            | Судьи: Роберт Мюлльнер Юрий Оскирко Линейные судьи: Франко Эспиноза Ханну Сормунен |
| Джек Рословик — 07:23 (О. Мэттьюс, К. Джонс) Люк Кунин — 10:32 (Н. Бока) Джек Рословик (бол.) — 12:34 (О. Мэттьюс, М. Ткачук) Мэттью Ткачук — 13:19 (О. Мэттьюс, Дж. Рословик) Колин Уайт (бол.) — 26:39 (К. Фишер, Дж. Бракко) Люк Кунин — 30:12 (Ч. Макэвой, Дж. Бракко) Трой Терри (бол.) — 30:42 (К. Джонс, К. Фишер) Ник Бока — 34:45 (Дж. Бракко, К. Джонс) Люк Кунин (мен.) — 38:13 (Дж. Гринуэй) Джереми Бракко — 44:51 (К. Келлер) Остон Мэттьюс — 47:58 (Ч. Крис) Брендан Уоррен — 51:47 (Дж. Гринуэй, Т. Томпсон) Джек Рословик — 52:32 (М. Ткачук, Ч. Крис) | 1:0 2:0 3:0 4:0 4:1 5:1 6:1 7:1 8:1 9:1 10:1 11:1 12:1 13:1 | 22:56 — Симон Шюц (бол.) (М. Глесль, М. Даубнер) |                                                            | Судьи: Роберт Мюлльнер Юрий Оскирко Линейные судьи: Франко Эспиноза Ханну Сормунен |
| |                                                             |                                                  |                                                            | Судьи: Роберт Мюлльнер Юрий Оскирко Линейные судьи: Франко Эспиноза Ханну Сормунен |
| |                                                             |                                                  |                                                            | Судьи: Роберт Мюлльнер Юрий Оскирко Линейные судьи: Франко Эспиноза Ханну Сормунен |
| |                                                             |                                                  |                                                            | Судьи: Роберт Мюлльнер Юрий Оскирко Линейные судьи: Франко Эспиноза Ханну Сормунен |
| 10 мин | Штраф                                                       | 10 мин                                           |                                                            | Судьи: Роберт Мюлльнер Юрий Оскирко Линейные судьи: Франко Эспиноза Ханну Сормунен |
| |                                                             |                                                  |                                                            |                                                                                    |
| | 49                                                          | Броски                                           | 15                                                         |                                                                                    |

| 21 апреля 2015 18:45 | Швеция | 4:7 (2:1, 1:2, 1:4) | Россия | Свисс Лайф Арена, Люцерн Зрителей: 732 |

| Отчёт | Отчёт                                        | Отчёт | Отчёт                         | Отчёт                                                                                |
| --- | -------------------------------------------- | --- | ----------------------------- | ------------------------------------------------------------------------------------ |
| |                                              | |                               |                                                                                      |
| | Даниэль Марменлинд — 00:00-54:12 57:17-60:00 | Вратари | 00:00-60:00 — Антон Красоткин | Судьи: Петри Линдквист Кристофер Питоскья Линейные судьи: Мартин Корба Брайан Оливер |
| | Голы:                                        | |                               | Судьи: Петри Линдквист Кристофер Питоскья Линейные судьи: Мартин Корба Брайан Оливер |
| Еспер Линдгрен — 00:46 (Р. Асплунд) Линус Линдстрём — 11:58 (А. Юнан, Ю. Давидссон) Юнатан Дален (бол.) — 22:02 (Л. Элунд, С. Ольссон) Густав Ольхавер — 42:06 (Я. Ларссон, Ю. Дален) | 0:1 :1 2:1 3:1 3:2 3:3 4:3 4:4 4:5 4:6 4:7   | 00:17 — Михаил Воробьёв (Д. Юртайкин, Д. Гурьянов) 29:13 — Денис Гурьянов (мен.) 37:22 — Дмитрий Жукенов (Д. Юртайкин) 48:43 — Денис Гурьянов (бол.) (А. Яковенко, Д. Жукенов) 52:41 — Дмитрий Соколов (Д. Жукенов, Д. Юртайкин) 53:33 — Артём Иванюженков (Г. Рубцов, А. Яковенко) 57:17 — Денис Гурьянов (п.в.) |                               | Судьи: Петри Линдквист Кристофер Питоскья Линейные судьи: Мартин Корба Брайан Оливер |
| |                                              | |                               | Судьи: Петри Линдквист Кристофер Питоскья Линейные судьи: Мартин Корба Брайан Оливер |
| |                                              | |                               | Судьи: Петри Линдквист Кристофер Питоскья Линейные судьи: Мартин Корба Брайан Оливер |
| |                                              | |                               | Судьи: Петри Линдквист Кристофер Питоскья Линейные судьи: Мартин Корба Брайан Оливер |
| 12 мин | Штраф                                        | 20 мин |                               | Судьи: Петри Линдквист Кристофер Питоскья Линейные судьи: Мартин Корба Брайан Оливер |
| |                                              | |                               |                                                                                      |
| | 52                                           | Броски | 36                            |                                                                                      |

### Группа B
| М | Сборная   | И | В | ВО | ПО | П | ШЗ | ШП | РШ  | О  |
| - | --------- | - | - | -- | -- | - | -- | -- | --- | -- |
| 1 | Канада    | 4 | 4 | 0  | 0  | 0 | 21 | 11 | +10 | 12 |
| 2 | Финляндия | 4 | 3 | 0  | 0  | 1 | 14 | 6  | +8  | 9  |
| 3 | Чехия     | 4 | 2 | 0  | 0  | 2 | 12 | 10 | +2  | 6  |
| 4 | Швейцария | 4 | 0 | 1  | 0  | 3 | 5  | 14 | −9  | 2  |
| 5 | Латвия    | 4 | 0 | 0  | 1  | 3 | 10 | 21 | −11 | 1  |

Время местное (UTC+2).
| 16 апреля 2015 15:45 | Канада | 11:6 (2:3, 6:0, 3:3) | Латвия | Боссар Арена, Цуг Зрителей: 170 |

| Отчёт | Отчёт                                                                | Отчёт | Отчёт                                                                                         | Отчёт                                                                                   |
| --- | -------------------------------------------------------------------- | --- | --------------------------------------------------------------------------------------------- | --------------------------------------------------------------------------------------- |
| |                                                                      | |                                                                                               |                                                                                         |
| | Зак Савченко — 00:00-60:00                                           | Вратари | 00:00-24:14 — Денийс Романовскис 24:14-27:20 — Марекс Митенс 27:20-60:00 — Денийс Романовскис | Судьи: Владимир Пешина Пер Густав Солем Линейные судьи: Брайан Оливер Александр Отмахов |
| | Голы:                                                                | |                                                                                               | Судьи: Владимир Пешина Пер Густав Солем Линейные судьи: Брайан Оливер Александр Отмахов |
| Николя Руа — 11:57 (Г. Годин) Жереми Руа (бол.) — 17:04 (М. Стивенс) Бретт Хоуден — 23:05 (Т. Шабо, М. Спенсер) Дженсен Харкинс — 24:14 (Т. Бенсон, П. Уозерспун) Жереми Руа — 26:09 (М. Барзал) Митчелл Стивенс — 26:22 (Т. Бенсон) Кайл Капобьянко — 27:20 (Н. Ноэль) Гийом Бризбуа — 29:54 (Н. Ноэль) Жереми Руа (бол.) — 43:42 (М. Барзал) Митчелл Стивенс — 46:46 (М. Барзал) Николя Руа — 49:55 (П. Уозерспун) | 0:1 :1 1:2 :2 2:3 :3 4:3 5:3 6:3 7:3 8:3 8:4 9:4 10:4 11:4 11:5 11:6 | 10:17 — Кристапс Зиле (бол.) (К. Чуксте, М. Дзиеркалс) 14:40 — Бруно Приеде (мен.) (Э. Тралмакс) 17:14 — Ричардс Бернхардс (Р. Блюгерс) 41:06 — Филип Бунцис (бол.) (К. Зиле) 50:39 — Карлис Чуксте (бол.) (Ф. Бунцис) 56:02 — Эмиль Эзитис (мен.) |                                                                                               | Судьи: Владимир Пешина Пер Густав Солем Линейные судьи: Брайан Оливер Александр Отмахов |
| |                                                                      | |                                                                                               | Судьи: Владимир Пешина Пер Густав Солем Линейные судьи: Брайан Оливер Александр Отмахов |
| |                                                                      | |                                                                                               | Судьи: Владимир Пешина Пер Густав Солем Линейные судьи: Брайан Оливер Александр Отмахов |
| |                                                                      | |                                                                                               | Судьи: Владимир Пешина Пер Густав Солем Линейные судьи: Брайан Оливер Александр Отмахов |
| 16 мин | Штраф                                                                | 10 мин |                                                                                               | Судьи: Владимир Пешина Пер Густав Солем Линейные судьи: Брайан Оливер Александр Отмахов |
| |                                                                      | |                                                                                               |                                                                                         |
| | 44                                                                   | Броски | 22                                                                                            |                                                                                         |

| 16 апреля 2015 19:45 | Финляндия | 6:1 (1:1, 3:0, 2:0) | Чехия | Боссар Арена, Цуг Зрителей: 315 |

| Отчёт | Отчёт                           | Отчёт                                          | Отчёт                         | Отчёт                                                                            |
| --- | ------------------------------- | ---------------------------------------------- | ----------------------------- | -------------------------------------------------------------------------------- |
| |                                 |                                                |                               |                                                                                  |
| | Вейни Вехвиляйнен — 00:00-60:00 | Вратари                                        | 00:00-60:00 — Даниэль Владарж | Судьи: Мариан Роатш Ладислав Сметана Линейные судьи: Мартин Корба Михаэль Шерриг |
| | Голы:                           |                                                |                               | Судьи: Мариан Роатш Ладислав Сметана Линейные судьи: Мартин Корба Михаэль Шерриг |
| Йоонас Ниемеля (бол.) — 08:50 (С. Тавернье) Вили Саариярви (бол.) — 23:05 (Ю. Няттинен, П. Лайне) Патрик Лайне — 25:25 (Е. Пульюярви) Вили Саариярви (бол.) — 27:36 (П. Палму, Ю. Няттинен) Йонне Таммела (бол.) — 42:25 (В. Саариярви, П. Лайне) Петрус Палму (бол.) — 46:35 (Й. Таммела, П. Лайне) | 1:0 1:1 2:1 3:1 4:1 5:1 6:1     | 10:27 — Либор Гайек (Я. Зборжиль, Р. Коближек) |                               | Судьи: Мариан Роатш Ладислав Сметана Линейные судьи: Мартин Корба Михаэль Шерриг |
| |                                 |                                                |                               | Судьи: Мариан Роатш Ладислав Сметана Линейные судьи: Мартин Корба Михаэль Шерриг |
| |                                 |                                                |                               | Судьи: Мариан Роатш Ладислав Сметана Линейные судьи: Мартин Корба Михаэль Шерриг |
| |                                 |                                                |                               | Судьи: Мариан Роатш Ладислав Сметана Линейные судьи: Мартин Корба Михаэль Шерриг |
| 14 мин | Штраф                           | 30 мин                                         |                               | Судьи: Мариан Роатш Ладислав Сметана Линейные судьи: Мартин Корба Михаэль Шерриг |
| |                                 |                                                |                               |                                                                                  |
| | 43                              | Броски                                         | 27                            |                                                                                  |

| 17 апреля 2015 15:45 | Латвия | 1:4 (0:1, 1:1, 0:2) | Чехия | Боссар Арена, Цуг Зрителей: 721 |

| Отчёт                                                 | Отчёт                                   | Отчёт | Отчёт                         | Отчёт                                                                       |
| ----------------------------------------------------- | --------------------------------------- | --- | ----------------------------- | --------------------------------------------------------------------------- |
|                                                       |                                         | |                               |                                                                             |
|                                                       | Марекс Митенс — 00:00-58:24 59:07-60:00 | Вратари | 00:00-60:00 — Даниэль Владарж | Судьи: Андреас Кох Мариан Роатш Линейные судьи: Маркку Бойзе Ханну Сормунен |
|                                                       | Голы:                                   | |                               | Судьи: Андреас Кох Мариан Роатш Линейные судьи: Маркку Бойзе Ханну Сормунен |
| Мартиньш Дзиеркалс — 35:47 (Э. Жохов, Р. Барановскис) | 0:1 0:2 1:2 1:3 1:4                     | 04:05 — Давид Каше (М. Шпачек, Ф. Гронек) 24:56 — Павел Заха (бол.) (Д. Кренжелок) 50:25 — Лукаш Андель (М. Шпачек, Д. Каше) 59:07 — Павел Заха (п.в.) (М. Шпачек) |                               | Судьи: Андреас Кох Мариан Роатш Линейные судьи: Маркку Бойзе Ханну Сормунен |
|                                                       |                                         | |                               | Судьи: Андреас Кох Мариан Роатш Линейные судьи: Маркку Бойзе Ханну Сормунен |
|                                                       |                                         | |                               | Судьи: Андреас Кох Мариан Роатш Линейные судьи: Маркку Бойзе Ханну Сормунен |
|                                                       |                                         | |                               | Судьи: Андреас Кох Мариан Роатш Линейные судьи: Маркку Бойзе Ханну Сормунен |
| 37 мин                                                | Штраф                                   | 14 мин |                               | Судьи: Андреас Кох Мариан Роатш Линейные судьи: Маркку Бойзе Ханну Сормунен |
|                                                       |                                         | |                               |                                                                             |
|                                                       | 33                                      | Броски | 47                            |                                                                             |

| 17 апреля 2015 19:45 | Финляндия | 3:1 (1:1, 1:0, 1:0) | Швейцария | Боссар Арена, Цуг Зрителей: 3370 |

| Отчёт | Отчёт                           | Отчёт                 | Отчёт                                | Отчёт                                                                               |
| --- | ------------------------------- | --------------------- | ------------------------------------ | ----------------------------------------------------------------------------------- |
| |                                 |                       |                                      |                                                                                     |
| | Вейни Вехвиляйнен — 00:00-60:00 | Вратари               | 00:00-57:32 — Йорен ван Поттельберге | Судьи: Роберт Мюлльнер Кристофер Питоскья Линейные судьи: Иржи Гебауэр Николас Пише |
| | Голы:                           |                       |                                      | Судьи: Роберт Мюлльнер Кристофер Питоскья Линейные судьи: Иржи Гебауэр Николас Пише |
| Ессе Пульюярви — 06:22 (П. Лайне, Ю. Вялимяки) Патрик Лайне (бол.) — 21:15 (В. Саариярви) Вили Саариярви — 51:53 (А. Саарела) | 1:0 1:1 2:1 3:1                 | 13:07 — Денис Мальгин |                                      | Судьи: Роберт Мюлльнер Кристофер Питоскья Линейные судьи: Иржи Гебауэр Николас Пише |
| |                                 |                       |                                      | Судьи: Роберт Мюлльнер Кристофер Питоскья Линейные судьи: Иржи Гебауэр Николас Пише |
| |                                 |                       |                                      | Судьи: Роберт Мюлльнер Кристофер Питоскья Линейные судьи: Иржи Гебауэр Николас Пише |
| |                                 |                       |                                      | Судьи: Роберт Мюлльнер Кристофер Питоскья Линейные судьи: Иржи Гебауэр Николас Пише |
| 8 мин | Штраф                           | 20 мин                |                                      | Судьи: Роберт Мюлльнер Кристофер Питоскья Линейные судьи: Иржи Гебауэр Николас Пише |
| |                                 |                       |                                      |                                                                                     |
| | 26                              | Броски                | 23                                   |                                                                                     |

| 18 апреля 2015 18:45 | Швейцария | 1:4 (0:1, 1:2, 0:1) | Канада | Боссар Арена, Цуг Зрителей: 5277 |

| Отчёт                                                   | Отчёт                                | Отчёт | Отчёт                     | Отчёт                                                                              |
| ------------------------------------------------------- | ------------------------------------ | --- | ------------------------- | ---------------------------------------------------------------------------------- |
|                                                         |                                      | |                           |                                                                                    |
|                                                         | Йорен ван Поттельберге — 00:00-60:00 | Вратари | 00:00-60:00 — Эван Кормье | Судьи: Джимми Бергамелли Юрий Оскирко Линейные судьи: Маркку Бойзе Людвиг Лундгрен |
|                                                         | Голы:                                | |                           | Судьи: Джимми Бергамелли Юрий Оскирко Линейные судьи: Маркку Бойзе Людвиг Лундгрен |
| Доминик Дьем (бол.) — 38:21 (Д. Мальгин, Й. Зигенталер) | 0:1 0:2 0:3 1:3 1:4                  | 04:00 — Мэтью Барзал (бол.) (М. Стивенс, Т. Шабо) 22:58 — Мэтью Барзал 29:59 — Николя Руа (бол.) (Дж. Харкинс, П. Уозерспун) 40:30 — Энтони Бовилье (бол.) (М. Стивенс, М. Барзал) |                           | Судьи: Джимми Бергамелли Юрий Оскирко Линейные судьи: Маркку Бойзе Людвиг Лундгрен |
|                                                         |                                      | |                           | Судьи: Джимми Бергамелли Юрий Оскирко Линейные судьи: Маркку Бойзе Людвиг Лундгрен |
|                                                         |                                      | |                           | Судьи: Джимми Бергамелли Юрий Оскирко Линейные судьи: Маркку Бойзе Людвиг Лундгрен |
|                                                         |                                      | |                           | Судьи: Джимми Бергамелли Юрий Оскирко Линейные судьи: Маркку Бойзе Людвиг Лундгрен |
| 16 мин                                                  | Штраф                                | 20 мин |                           | Судьи: Джимми Бергамелли Юрий Оскирко Линейные судьи: Маркку Бойзе Людвиг Лундгрен |
|                                                         |                                      | |                           |                                                                                    |
|                                                         | 20                                   | Броски | 29                        |                                                                                    |

| 19 апреля 2015 14:45 | Латвия | 1:3 (1:0, 0:2, 0:1) | Финляндия | Боссар Арена, Цуг Зрителей: 363 |

| Отчёт                                          | Отчёт                                                                                       | Отчёт | Отчёт                           | Отчёт                                                                                 |
| ---------------------------------------------- | ------------------------------------------------------------------------------------------- | --- | ------------------------------- | ------------------------------------------------------------------------------------- |
|                                                |                                                                                             | |                                 |                                                                                       |
|                                                | Густав Григалс — 00:00-48:06 Денийс Романовскис — 48:06-50:53 Густавс Григалс — 50:53-60:00 | Вратари | 00:00-60:00 — Вейни Вехвиляйнен | Судьи: Джимми Бергамелли Андреас Харнебринг Линейные судьи: Иржи Гебауэр Мартин Корба |
|                                                | Голы:                                                                                       | |                                 | Судьи: Джимми Бергамелли Андреас Харнебринг Линейные судьи: Иржи Гебауэр Мартин Корба |
| Рихардc Пуиде — 13:56 (Б. Приеде, Э. Тралмакс) | 1:0 1:1 1:2 1:3                                                                             | 28:40 — Юлиус Няттинен (бол.) (Й. Таммела, В. Саариярви) 35:44 — Патрик Лайне (бол.) (Й. Таммела, В. Саариярви) 46:42 — Патрик Лайне (В. Саариярви, А. Саарела) |                                 | Судьи: Джимми Бергамелли Андреас Харнебринг Линейные судьи: Иржи Гебауэр Мартин Корба |
|                                                |                                                                                             | |                                 | Судьи: Джимми Бергамелли Андреас Харнебринг Линейные судьи: Иржи Гебауэр Мартин Корба |
|                                                |                                                                                             | |                                 | Судьи: Джимми Бергамелли Андреас Харнебринг Линейные судьи: Иржи Гебауэр Мартин Корба |
|                                                |                                                                                             | |                                 | Судьи: Джимми Бергамелли Андреас Харнебринг Линейные судьи: Иржи Гебауэр Мартин Корба |
| 14 мин                                         | Штраф                                                                                       | 16 мин |                                 | Судьи: Джимми Бергамелли Андреас Харнебринг Линейные судьи: Иржи Гебауэр Мартин Корба |
|                                                |                                                                                             | |                                 |                                                                                       |
|                                                | 32                                                                                          | Броски | 29                              |                                                                                       |

| 19 апреля 2015 18:45 | Чехия | 2:3 (1:1, 1:1, 0:1) | Канада | Боссар Арена, Цуг Зрителей: 749 |

| Отчёт                                                  | Отчёт                     | Отчёт | Отчёт                      | Отчёт                                                                                       |
| ------------------------------------------------------ | ------------------------- | --- | -------------------------- | ------------------------------------------------------------------------------------------- |
|                                                        |                           | |                            |                                                                                             |
|                                                        | Алеш Стезка — 00:00-59:09 | Вратари | 00:00-60:00 — Зак Савченко | Судьи: Кристофер Питоскья Ладислав Сметана Линейные судьи: Александр Отмахов Ханну Сормунен |
|                                                        | Голы:                     | |                            | Судьи: Кристофер Питоскья Ладислав Сметана Линейные судьи: Александр Отмахов Ханну Сормунен |
| Павел Заха — 06:21 (М. Свобода) Радек Коближек — 33:06 | 1:0 1:1 1:2 :2 2:3        | 16:04 — Паркер Уозерспун (П.-Л. Дюбуа, И. Бир) 25:57 — Энтони Бовилье (М. Барзал, М. М. Стивенс) 44:21 — Энтони Бовилье (бол.) (М. Барзал, Т. Шабо) |                            | Судьи: Кристофер Питоскья Ладислав Сметана Линейные судьи: Александр Отмахов Ханну Сормунен |
|                                                        |                           | |                            | Судьи: Кристофер Питоскья Ладислав Сметана Линейные судьи: Александр Отмахов Ханну Сормунен |
|                                                        |                           | |                            | Судьи: Кристофер Питоскья Ладислав Сметана Линейные судьи: Александр Отмахов Ханну Сормунен |
|                                                        |                           | |                            | Судьи: Кристофер Питоскья Ладислав Сметана Линейные судьи: Александр Отмахов Ханну Сормунен |
| 8 мин                                                  | Штраф                     | 6 мин |                            | Судьи: Кристофер Питоскья Ладислав Сметана Линейные судьи: Александр Отмахов Ханну Сормунен |
|                                                        |                           | |                            |                                                                                             |
|                                                        | 45                        | Броски | 39                         |                                                                                             |

| 20 апреля 2015 19:45 | Швейцария | 3:2 (OT) (0:0, 1:1, 1:1, 1:0) | Латвия | Боссар Арена, Цуг Зрителей: 2561 |

| Отчёт                                                                                            | Отчёт                                | Отчёт                                                                                  | Отчёт                            | Отчёт                                                                               |
| ------------------------------------------------------------------------------------------------ | ------------------------------------ | -------------------------------------------------------------------------------------- | -------------------------------- | ----------------------------------------------------------------------------------- |
|                                                                                                  |                                      |                                                                                        |                                  |                                                                                     |
|                                                                                                  | Йорен ван Поттельберге — 00:00-63:42 | Вратари                                                                                | 00:00-63:42 — Денийс Романовскис | Судьи: Бретт Айверсон Ладислав Сметана Линейные судьи: Иржи Гебауэр Людвиг Лундгрен |
|                                                                                                  | Голы:                                |                                                                                        |                                  | Судьи: Бретт Айверсон Ладислав Сметана Линейные судьи: Иржи Гебауэр Людвиг Лундгрен |
| Кэлвин Тюркауф — 22:57 Робин Фукс — 41:34 (Й. Зигенталер) Денис Мальгин (бол.) — 63:42 (Д. Риат) | 1:0 1:1 2:1 2:2 3:2                  | 25:09 — Рудольфс Балцерс (бол.) (М. Дзиеркалс) 44:25 — Рудольфс Балцерс (М. Дзиеркалс) |                                  | Судьи: Бретт Айверсон Ладислав Сметана Линейные судьи: Иржи Гебауэр Людвиг Лундгрен |
|                                                                                                  |                                      |                                                                                        |                                  | Судьи: Бретт Айверсон Ладислав Сметана Линейные судьи: Иржи Гебауэр Людвиг Лундгрен |
|                                                                                                  |                                      |                                                                                        |                                  | Судьи: Бретт Айверсон Ладислав Сметана Линейные судьи: Иржи Гебауэр Людвиг Лундгрен |
|                                                                                                  |                                      |                                                                                        |                                  | Судьи: Бретт Айверсон Ладислав Сметана Линейные судьи: Иржи Гебауэр Людвиг Лундгрен |
| 10 мин                                                                                           | Штраф                                | 20 мин                                                                                 |                                  | Судьи: Бретт Айверсон Ладислав Сметана Линейные судьи: Иржи Гебауэр Людвиг Лундгрен |
|                                                                                                  |                                      |                                                                                        |                                  |                                                                                     |
|                                                                                                  | 45                                   | Броски                                                                                 | 25                               |                                                                                     |

| 21 апреля 2015 15:45 | Канада | 3:2 (0:2, 3:0, 0:0) | Финляндия | Боссар Арена, Цуг Зрителей: 1133 |

| Отчёт | Отчёт                     | Отчёт                                                                                           | Отчёт                           | Отчёт                                                                                       |
| --- | ------------------------- | ----------------------------------------------------------------------------------------------- | ------------------------------- | ------------------------------------------------------------------------------------------- |
| |                           |                                                                                                 |                                 |                                                                                             |
| | Эван Кормье — 00:00-60:00 | Вратари                                                                                         | 00:00-59:09 — Вейни Вехвиляйнен | Судьи: Андреас Харнебринг Владимир Пешина Линейные судьи: Людвиг Лундгрен Александр Отмахов |
| | Голы:                     |                                                                                                 |                                 | Судьи: Андреас Харнебринг Владимир Пешина Линейные судьи: Людвиг Лундгрен Александр Отмахов |
| Мэтью Барзал (бол.) — 29:49 (Т. Шабо) Томас Шабо (бол.) — 30:55 (М. Барзал) Тайлер Бенсон — 36:21 (Г. Годин) | 0:1 0:2 1:2 2:2 3:2       | 09:03 — Алекси Саарела (В. Саариярви, П. Палму) 19:32 — Патрик Лайне (Е. Пульюярви, А. Саарела) |                                 | Судьи: Андреас Харнебринг Владимир Пешина Линейные судьи: Людвиг Лундгрен Александр Отмахов |
| |                           |                                                                                                 |                                 | Судьи: Андреас Харнебринг Владимир Пешина Линейные судьи: Людвиг Лундгрен Александр Отмахов |
| |                           |                                                                                                 |                                 | Судьи: Андреас Харнебринг Владимир Пешина Линейные судьи: Людвиг Лундгрен Александр Отмахов |
| |                           |                                                                                                 |                                 | Судьи: Андреас Харнебринг Владимир Пешина Линейные судьи: Людвиг Лундгрен Александр Отмахов |
| 12 мин | Штраф                     | 10 мин                                                                                          |                                 | Судьи: Андреас Харнебринг Владимир Пешина Линейные судьи: Людвиг Лундгрен Александр Отмахов |
| |                           |                                                                                                 |                                 |                                                                                             |
| | 35                        | Броски                                                                                          | 33                              |                                                                                             |

| 21 апреля 2015 19:45 | Чехия | 5:0 (2:0, 2:0, 1:0) | Швейцария | Боссар Арена, Цуг Зрителей: 2468 |

| Отчёт | Отчёт                         | Отчёт   | Отчёт                                | Отчёт                                                                            |
| --- | ----------------------------- | ------- | ------------------------------------ | -------------------------------------------------------------------------------- |
| |                               |         |                                      |                                                                                  |
| | Даниэль Владарж — 00:00-60:00 | Вратари | 00:00-60:00 — Йорен ван Поттельберге | Судьи: Бретт Айверсон Пер Густав Солем Линейные судьи: Маркку Бойзе Николас Пише |
| | Голы:                         |         |                                      | Судьи: Бретт Айверсон Пер Густав Солем Линейные судьи: Маркку Бойзе Николас Пише |
| Давид Каше — 15:25 (Я. Зборжиль) Михаэль Шпачек — 17:13 (Д. Каше) Павел Заха — 28:58 (М. Шпачек) Якуб Зборжиль — 33:05 (Ш. Странски, Я. Дуфек) Филип Сухи (бол.) — 59:27 (Ф. Гронек) | 1:0 2:0 3:0 4:0 5:0           |         |                                      | Судьи: Бретт Айверсон Пер Густав Солем Линейные судьи: Маркку Бойзе Николас Пише |
| |                               |         |                                      | Судьи: Бретт Айверсон Пер Густав Солем Линейные судьи: Маркку Бойзе Николас Пише |
| |                               |         |                                      | Судьи: Бретт Айверсон Пер Густав Солем Линейные судьи: Маркку Бойзе Николас Пише |
| |                               |         |                                      | Судьи: Бретт Айверсон Пер Густав Солем Линейные судьи: Маркку Бойзе Николас Пише |
| 18 мин | Штраф                         | 10 мин  |                                      | Судьи: Бретт Айверсон Пер Густав Солем Линейные судьи: Маркку Бойзе Николас Пише |
| |                               |         |                                      |                                                                                  |
| | 32                            | Броски  | 20                                   |                                                                                  |

## Утешительный раунд
Команды выявляли лучшего в серии до двух побед. Сборная Латвии одержала победу в первых двух матчах и заняла девятое место. Проигравшая серию сборная Германии заняла на турнире десятое место и перешла в первый дивизион чемпионата мира 2016 года.
Время местное (UTC+2).
| 23 апреля 2015 12:15 | Латвия | 5:3 (3:1, 1:0, 1:2) | Германия | Боссар Арена, Цуг Зрителей: 276 |

| Отчёт | Отчёт                          | Отчёт | Отчёт                                                      | Отчёт                                                                                   |
| --- | ------------------------------ | --- | ---------------------------------------------------------- | --------------------------------------------------------------------------------------- |
| |                                | |                                                            |                                                                                         |
| | Марекс Митенс — 00:00-60:00    | Вратари | 00:00-20:00 — Патрик Бергер 20:00-60:00 — Мирко Пантковски | Судьи: Бретт Айверсон Кристофер Питоскья Линейные судьи: Людвиг Лундгрен Ханну Сормунен |
| | Голы:                          | |                                                            | Судьи: Бретт Айверсон Кристофер Питоскья Линейные судьи: Людвиг Лундгрен Ханну Сормунен |
| Мартиньш Дзиеркалс — 04:32 (Ф. Бунцис, Р. Балцерс) Карлис Чуксте (бол.) — 15:17 (Р. Балцерс, М. Дзиеркалс) Эдуардс Тралмакс — 19:58 (Б. Приеде, Р. Пуиде) Филип Бунцис — 26:15 (М. Дзиеркалс, К. Чуксте) Кристапс Зиле — 47:43 (М. Дзиеркалс, К. Чуксте) | 0:1 :1 2:1 3:1 4:1 5:1 5:2 5:3 | 01:01 — Кристоф Киферзауэр (Т. Эдер) 56:06 — Якоб Майеншайн (Ф. Хальбауэр, К. Кёрнер) 58:16 — Лукас Кельбле (бол.) (Я. Древс, Ф. Хальбауэр) |                                                            | Судьи: Бретт Айверсон Кристофер Питоскья Линейные судьи: Людвиг Лундгрен Ханну Сормунен |
| |                                | |                                                            | Судьи: Бретт Айверсон Кристофер Питоскья Линейные судьи: Людвиг Лундгрен Ханну Сормунен |
| |                                | |                                                            | Судьи: Бретт Айверсон Кристофер Питоскья Линейные судьи: Людвиг Лундгрен Ханну Сормунен |
| |                                | |                                                            | Судьи: Бретт Айверсон Кристофер Питоскья Линейные судьи: Людвиг Лундгрен Ханну Сормунен |
| 16 мин | Штраф                          | 16 мин |                                                            | Судьи: Бретт Айверсон Кристофер Питоскья Линейные судьи: Людвиг Лундгрен Ханну Сормунен |
| |                                | |                                                            |                                                                                         |
| | 25                             | Броски | 36                                                         |                                                                                         |

| 24 апреля 2015 18:00 | Германия | 3:5 (1:0, 1:2, 1:3) | Латвия | Свисс Лайф Арена, Люцерн Зрителей: 387 |

| Отчёт | Отчёт                           | Отчёт | Отчёт                       | Отчёт                                                                                 |
| --- | ------------------------------- | --- | --------------------------- | ------------------------------------------------------------------------------------- |
| |                                 | |                             |                                                                                       |
| | Патрик Бергер — 00:00-59:22     | Вратари | 00:00-60:00 — Марекс Митенс | Судьи: Джимми Бергамелли Петри Линдквист Линейные судьи: Брайан Оливер Михаэль Шерриг |
| | Голы:                           | |                             | Судьи: Джимми Бергамелли Петри Линдквист Линейные судьи: Брайан Оливер Михаэль Шерриг |
| Кристоф Кёрнер — 00:16 (С. Шюц) Тобиас Эдер (бол.) — 24:46 (Т. Бернхардт, С. Шюц) Юлиан Направник — 51:43 (Л. Кельбле, Л. Шпицнер) | 1:0 2:0 2:1 2:2 2:3 2:4 3:4 3:5 | 26:58 — Мартиньш Дзиеркалс (Р. Балцерс) 34:05 — Филип Бунцис (К. Рубинс, Р. Балцерс) 42:31 — Ричардс Бернхардс (К. Чуксте) 43:23 — Эрикс Жохов (мен.) (К. Рубинс) 57:05 — Эрикс Жохов (мен.) (Э. Янсонс) |                             | Судьи: Джимми Бергамелли Петри Линдквист Линейные судьи: Брайан Оливер Михаэль Шерриг |
| |                                 | |                             | Судьи: Джимми Бергамелли Петри Линдквист Линейные судьи: Брайан Оливер Михаэль Шерриг |
| |                                 | |                             | Судьи: Джимми Бергамелли Петри Линдквист Линейные судьи: Брайан Оливер Михаэль Шерриг |
| |                                 | |                             | Судьи: Джимми Бергамелли Петри Линдквист Линейные судьи: Брайан Оливер Михаэль Шерриг |
| 18 мин | Штраф                           | 12 мин |                             | Судьи: Джимми Бергамелли Петри Линдквист Линейные судьи: Брайан Оливер Михаэль Шерриг |
| |                                 | |                             |                                                                                       |
| | 40                              | Броски | 27                          |                                                                                       |

## Плей-офф
|  | Четвертьфиналы | Четвертьфиналы | Четвертьфиналы | Четвертьфиналы | Четвертьфиналы | Четвертьфиналы | Четвертьфиналы | Четвертьфиналы | Четвертьфиналы | Четвертьфиналы |           |           | Полуфиналы | Полуфиналы | Полуфиналы | Полуфиналы        | Полуфиналы        | Полуфиналы        | Полуфиналы        | Полуфиналы        | Полуфиналы        | Полуфиналы        |                   |                   | Финал             | Финал     | Финал     | Финал     | Финал     | Финал     | Финал     | Финал     | Финал     | Финал |
|  |                |                |                |                |                |                |                |                |                |                |           |           |            |            |            |                   |                   |                   |                   |                   |                   |                   |                   |                   |                   |           |           |           |           |           |           |           |           |       |
|  | B1             | Канада         | Канада         | Канада         | Канада         | Канада         | Канада         | Канада         | Канада         | 5              |           |           |            |            |            |                   |                   |                   |                   |                   |                   |                   |                   |                   |                   |           |           |           |           |           |           |           |           |       |
|  | B1             | Канада         | Канада         | Канада         | Канада         | Канада         | Канада         | Канада         | Канада         | 5              |           |           |            |            |            |                   |                   |                   |                   |                   |                   |                   |                   |                   |                   |           |           |           |           |           |           |           |           |       |
|  | A4             | Швеция         | Швеция         | Швеция         | Швеция         | Швеция         | Швеция         | Швеция         | Швеция         | 3              |           |           |            |            |            |                   |                   |                   |                   |                   |                   |                   |                   |                   |                   |           |           |           |           |           |           |           |           |       |
|  | A4             | Швеция         | Швеция         | Швеция         | Швеция         | Швеция         | Швеция         | Швеция         | Швеция         | 3              | WQF1      | Канада    | Канада     | Канада     | Канада     | Канада            | Канада            | Канада            | Канада            | 2                 |                   |                   |                   |                   |                   |           |           |           |           |           |           |           |           |       |
|  |                |                |                |                |                |                |                |                |                |                | WQF1      | Канада    | Канада     | Канада     | Канада     | Канада            | Канада            | Канада            | Канада            | 2                 |                   |                   |                   |                   |                   |           |           |           |           |           |           |           |           |       |
|  |                |                | WQF2           | США            | США            | США            | США            | США            | США            | США            | США       | 7         |            |            |            |                   |                   |                   |                   |                   |                   |                   |                   |                   |                   |           |           |           |           |           |           |           |           |       |
|  | A2             | США            | США            | США            | США            | США            | США            | США            | США            | США            | США       | 7         | 7          |            |            |                   |                   |                   |                   |                   |                   |                   |                   |                   |                   |           |           |           |           |           |           |           |           |       |
|  | A2             | США            | США            | США            | США            | США            | США            | США            | США            |                |           |           | 7          |            |            |                   |                   |                   |                   |                   |                   |                   |                   |                   |                   |           |           |           |           |           |           |           |           |       |
|  | B3             | Чехия          | Чехия          | Чехия          | Чехия          | Чехия          | Чехия          | Чехия          | Чехия          | 2              |           |           |            |            |            |                   |                   |                   |                   |                   |                   |                   |                   |                   |                   |           |           |           |           |           |           |           |           |       |
|  | B3             | Чехия          | Чехия          | Чехия          | Чехия          | Чехия          | Чехия          | Чехия          | Чехия          | 2              |           |           |            |            |            |                   |                   |                   |                   |                   |                   |                   | WSF1              | США               | США               | США       | США       | США       | США       | США       | США       | 2         |           |       |
|  |                |                |                |                |                |                |                |                |                |                |           |           |            |            |            |                   |                   |                   |                   |                   |                   |                   | WSF1              | США               | США               | США       | США       | США       | США       | США       | США       | 2         |           |       |
|  |                |                | WSF2           | Финляндия      | Финляндия      | Финляндия      | Финляндия      | Финляндия      | Финляндия      | Финляндия      | Финляндия | 1         |            |            |            |                   |                   |                   |                   |                   |                   |                   |                   |                   |                   |           |           |           |           |           |           |           |           |       |
|  | B2             | Финляндия      | Финляндия      | Финляндия      | Финляндия      | Финляндия      | Финляндия      | Финляндия      | Финляндия      | Финляндия      | Финляндия | 1         | 3          |            |            |                   |                   |                   |                   |                   |                   |                   |                   |                   |                   |           |           |           |           |           |           |           |           |       |
|  | B2             | Финляндия      | Финляндия      | Финляндия      | Финляндия      | Финляндия      | Финляндия      | Финляндия      | Финляндия      |                |           |           | 3          |            |            |                   |                   |                   |                   |                   |                   |                   |                   |                   |                   |           |           |           |           |           |           |           |           |       |
|  | A3             | Словакия       | Словакия       | Словакия       | Словакия       | Словакия       | Словакия       | Словакия       | Словакия       | 0              |           |           |            |            |            |                   |                   |                   |                   |                   |                   |                   |                   |                   |                   |           |           |           |           |           |           |           |           |       |
|  | A3             | Словакия       | Словакия       | Словакия       | Словакия       | Словакия       | Словакия       | Словакия       | Словакия       | 0              | WQF3      | Финляндия | Финляндия  | Финляндия  | Финляндия  | Финляндия         | Финляндия         | Финляндия         | Финляндия         | 5                 |                   |                   |                   |                   |                   |           |           |           |           |           |           |           |           |       |
|  |                |                |                |                |                |                |                |                |                |                | WQF3      | Финляндия | Финляндия  | Финляндия  | Финляндия  | Финляндия         | Финляндия         | Финляндия         | Финляндия         | 5                 |                   |                   |                   |                   |                   |           |           |           |           |           |           |           |           |       |
|  |                |                | WQF4           | Швейцария      | Швейцария      | Швейцария      | Швейцария      | Швейцария      | Швейцария      | Швейцария      | Швейцария | 4         |            |            |            |                   |                   |                   |                   |                   |                   |                   |                   |                   |                   |           |           |           |           |           |           |           |           |       |
|  | A1             | Россия         | Россия         | Россия         | Россия         | Россия         | Россия         | Россия         | Россия         | Швейцария      | Швейцария | 4         | 0          |            |            | Матч за 3-е место | Матч за 3-е место | Матч за 3-е место | Матч за 3-е место | Матч за 3-е место | Матч за 3-е место | Матч за 3-е место | Матч за 3-е место | Матч за 3-е место | Матч за 3-е место |           |           |           |           |           |           |           |           |       |
|  | A1             | Россия         | Россия         | Россия         | Россия         | Россия         | Россия         | Россия         | Россия         |                |           |           | 0          |            |            | Матч за 3-е место | Матч за 3-е место | Матч за 3-е место | Матч за 3-е место | Матч за 3-е место | Матч за 3-е место | Матч за 3-е место | Матч за 3-е место | Матч за 3-е место | Матч за 3-е место |           |           |           |           |           |           |           |           |       |
|  | B4             | Швейцария      | Швейцария      | Швейцария      | Швейцария      | Швейцария      | Швейцария      | Швейцария      | Швейцария      | 5              |           |           |            |            |            |                   |                   |                   |                   |                   |                   |                   |                   |                   |                   |           |           |           |           |           |           |           |           |       |
|  | B4             | Швейцария      | Швейцария      | Швейцария      | Швейцария      | Швейцария      | Швейцария      | Швейцария      | Швейцария      | 5              |           |           |            |            |            |                   |                   |                   |                   |                   |                   |                   |                   |                   |                   |           |           |           |           |           |           |           |           |       |
|  |                |                |                |                |                |                |                |                |                |                |           |           |            |            |            |                   |                   |                   |                   |                   |                   |                   |                   |                   | LSF1              | Канада    | Канада    | Канада    | Канада    | Канада    | Канада    | Канада    | Канада    | 5     |
|  |                |                |                |                |                |                |                |                |                |                |           |           |            |            |            |                   |                   |                   |                   |                   |                   |                   |                   |                   | LSF1              | Канада    | Канада    | Канада    | Канада    | Канада    | Канада    | Канада    | Канада    | 5     |
|  |                |                |                |                |                |                |                |                |                |                |           |           |            |            |            |                   |                   |                   |                   |                   |                   |                   |                   |                   | LSF2              | Швейцария | Швейцария | Швейцария | Швейцария | Швейцария | Швейцария | Швейцария | Швейцария | 2     |
|  |                |                |                |                |                |                |                |                |                |                |           |           |            |            |            |                   |                   |                   |                   |                   |                   |                   |                   |                   | LSF2              | Швейцария | Швейцария | Швейцария | Швейцария | Швейцария | Швейцария | Швейцария | Швейцария | 2     |

### Четвертьфинал
Время местное (UTC+2).
| 23 апреля 2015 14:45 | США | 7:2 (4:0, 0:1, 3:1) | Чехия | Свисс Лайф Арена, Люцерн Зрителей: 542 |

| Отчёт | Отчёт                               | Отчёт                                                                               | Отчёт                                                   | Отчёт                                                                           |
| --- | ----------------------------------- | ----------------------------------------------------------------------------------- | ------------------------------------------------------- | ------------------------------------------------------------------------------- |
| |                                     |                                                                                     |                                                         |                                                                                 |
| | Эван Сарту — 00:00-60:00            | Вратари                                                                             | 00:00-15:07 — Даниэль Владарж 15:07-60:00 — Алеш Стезка | Судьи: Андреас Кох Пер Густав Солем Линейные судьи: Маркку Бойзе Михаэль Шерриг |
| | Голы:                               |                                                                                     |                                                         | Судьи: Андреас Кох Пер Густав Солем Линейные судьи: Маркку Бойзе Михаэль Шерриг |
| Остон Мэттьюс (бол.) — 11:02 (К. Фишер, М. Ткачук) Клейтон Келлер — 11:09 (Дж. Бракко) Майк Фладстранд — 13:00 (Б. Уоррен, Т. Терри) Люк Кунин — 15:07 (К. Фишер, Дж. Гринуэй) Остон Мэттьюс — 40:39 (М. Ткачук, Дж. Рословик) Джереми Бракко — 42:39 (К. Фицджеральд, К. Уайт) Люк Кунин — 53:44 (К. Джонс, Дж. Гринуэй) | 1:0 2:0 3:0 4:0 4:1 5:1 6:1 6:2 7:2 | 27:38 — Мартин Свобода (А. Фурх, П. Калина) 52:39 — Павел Заха (Д. Каше, Ф. Гронек) |                                                         | Судьи: Андреас Кох Пер Густав Солем Линейные судьи: Маркку Бойзе Михаэль Шерриг |
| |                                     |                                                                                     |                                                         | Судьи: Андреас Кох Пер Густав Солем Линейные судьи: Маркку Бойзе Михаэль Шерриг |
| |                                     |                                                                                     |                                                         | Судьи: Андреас Кох Пер Густав Солем Линейные судьи: Маркку Бойзе Михаэль Шерриг |
| |                                     |                                                                                     |                                                         | Судьи: Андреас Кох Пер Густав Солем Линейные судьи: Маркку Бойзе Михаэль Шерриг |
| 6 мин | Штраф                               | 12 мин                                                                              |                                                         | Судьи: Андреас Кох Пер Густав Солем Линейные судьи: Маркку Бойзе Михаэль Шерриг |
| |                                     |                                                                                     |                                                         |                                                                                 |
| | 43                                  | Броски                                                                              | 14                                                      |                                                                                 |

| 23 апреля 2015 16:00 | Канада | 5:3 (3:1, 1:1, 1:1) | Швеция | Боссар Арена, Цуг Зрителей: 1248 |

| Отчёт | Отчёт                           | Отчёт | Отчёт                          | Отчёт                                                                               |
| --- | ------------------------------- | --- | ------------------------------ | ----------------------------------------------------------------------------------- |
| |                                 | |                                |                                                                                     |
| | Зак Савченко — 00:00-60:00      | Вратари | 00:00-57:38 — Феликс Сандстрём | Судьи: Владимир Пешина Мариан Роатш Линейные судьи: Брайан Оливер Александр Отмахов |
| | Голы:                           | |                                | Судьи: Владимир Пешина Мариан Роатш Линейные судьи: Брайан Оливер Александр Отмахов |
| Дженсен Харкинс — 05:11 (И. Бир) Митчелл Стивенс — 06:07 (Г. Нотт, М. Барзал) Девен Сидерофф — 19:26 (Дж. Харкинс, Н. Руа) Митчелл Стивенс — 37:23 (Г. Нотт, М. Барзал) Грэм Нотт (бол.) — 55:56 (М. Стивенс, Ж. Руа) | 1:0 2:0 2:1 3:1 3:2 4:2 4:3 5:3 | 07:11 — Лукас Карлссон (бол.) (Л. Элунд, С. Ольссон) 22:51 — Юэль Эрикссон Эк (мен.) (К. Грундстрём) 55:34 — Карл Грундстрём |                                | Судьи: Владимир Пешина Мариан Роатш Линейные судьи: Брайан Оливер Александр Отмахов |
| |                                 | |                                | Судьи: Владимир Пешина Мариан Роатш Линейные судьи: Брайан Оливер Александр Отмахов |
| |                                 | |                                | Судьи: Владимир Пешина Мариан Роатш Линейные судьи: Брайан Оливер Александр Отмахов |
| |                                 | |                                | Судьи: Владимир Пешина Мариан Роатш Линейные судьи: Брайан Оливер Александр Отмахов |
| 8 мин | Штраф                           | 12 мин |                                | Судьи: Владимир Пешина Мариан Роатш Линейные судьи: Брайан Оливер Александр Отмахов |
| |                                 | |                                |                                                                                     |
| | 34                              | Броски | 38                             |                                                                                     |

| 23 апреля 2015 18:45 | Финляндия | 3:0 (1:0, 0:0, 2:0) | Словакия | Свисс Лайф Арена, Люцерн Зрителей: 469 |

| Отчёт                                                                                                | Отчёт                           | Отчёт   | Отчёт                    | Отчёт                                                                               |
| --- | ------------------------------- | ------- | ------------------------ | ----------------------------------------------------------------------------------- |
| |                                 |         |                          |                                                                                     |
| | Вейни Вехвиляйнен — 00:00-60:00 | Вратари | 00:00-60:00 — Адам Гуска | Судьи: Андреас Харнебринг Юрий Оскирко Линейные судьи: Франко Эспиноза Николас Пише |
| | Голы:                           |         |                          | Судьи: Андреас Харнебринг Юрий Оскирко Линейные судьи: Франко Эспиноза Николас Пише |
| Патрик Лайне — 06:39 Сами Тавернье — 45:27 (А. Руотсалайнен) Сами Тавернье — 48:01 (А. Руотсалайнен) | 1:0 2:0 3:0                     |         |                          | Судьи: Андреас Харнебринг Юрий Оскирко Линейные судьи: Франко Эспиноза Николас Пише |
| |                                 |         |                          | Судьи: Андреас Харнебринг Юрий Оскирко Линейные судьи: Франко Эспиноза Николас Пише |
| |                                 |         |                          | Судьи: Андреас Харнебринг Юрий Оскирко Линейные судьи: Франко Эспиноза Николас Пише |
| |                                 |         |                          | Судьи: Андреас Харнебринг Юрий Оскирко Линейные судьи: Франко Эспиноза Николас Пише |
| 8 мин                                                                                                | Штраф                           | 6 мин   |                          | Судьи: Андреас Харнебринг Юрий Оскирко Линейные судьи: Франко Эспиноза Николас Пише |
| |                                 |         |                          |                                                                                     |
| | 23                              | Броски  | 21                       |                                                                                     |

| 23 апреля 2015 20:00 | Россия | 0:5 (0:1, 0:2, 0:2) | Швейцария | Боссар Арена, Цуг Зрителей: 2381 |

| Отчёт  | Отчёт                       | Отчёт | Отчёт                                | Отчёт                                                                            |
| ------ | --------------------------- | --- | ------------------------------------ | -------------------------------------------------------------------------------- |
|        |                             | |                                      |                                                                                  |
|        | Илья Самсонов — 00:00-60:00 | Вратари | 00:00-60:00 — Йорен ван Поттельберге | Судьи: Петри Линдквист Роберт Мюлльнер Линейные судьи: Иржи Гебауэр Мартин Корба |
|        | Голы:                       | |                                      | Судьи: Петри Линдквист Роберт Мюлльнер Линейные судьи: Иржи Гебауэр Мартин Корба |
|        | 0:1 0:2 0:3 0:4 0:5         | 07:51 — Сандро Форрер 32:26 — Огюст Импозе (бол.) (Д. Риат, М. Хольденер) 39:40 — Огюст Импозе (Д. Мальгин) 43:21 — Денис Мальгин 51:22 — Доминик Волейничек (С. Форрер) |                                      | Судьи: Петри Линдквист Роберт Мюлльнер Линейные судьи: Иржи Гебауэр Мартин Корба |
|        |                             | |                                      | Судьи: Петри Линдквист Роберт Мюлльнер Линейные судьи: Иржи Гебауэр Мартин Корба |
|        |                             | |                                      | Судьи: Петри Линдквист Роберт Мюлльнер Линейные судьи: Иржи Гебауэр Мартин Корба |
|        |                             | |                                      | Судьи: Петри Линдквист Роберт Мюлльнер Линейные судьи: Иржи Гебауэр Мартин Корба |
| 18 мин | Штраф                       | 10 мин |                                      | Судьи: Петри Линдквист Роберт Мюлльнер Линейные судьи: Иржи Гебауэр Мартин Корба |
|        |                             | |                                      |                                                                                  |
|        | 29                          | Броски | 35                                   |                                                                                  |

### Полуфинал
Время местное (UTC+2).
| 25 апреля 2015 15:00 | Канада | 2:7 (0:0, 1:2, 1:5) | США | Боссар Арена, Цуг Зрителей: 4170 |

| Отчёт                                                                                           | Отчёт                                                | Отчёт | Отчёт                    | Отчёт                                                                                 |
| ----------------------------------------------------------------------------------------------- | ---------------------------------------------------- | --- | ------------------------ | ------------------------------------------------------------------------------------- |
|                                                                                                 |                                                      | |                          |                                                                                       |
|                                                                                                 | Зак Савченко — 00:00-42:55 Эван Кормье — 42:55-60:00 | Вратари | 00:00-60:00 — Эван Сарту | Судьи: Андреас Харнебринг Петри Линдквист Линейные судьи: Маркку Бойзе Ханну Сормунен |
|                                                                                                 | Голы:                                                | |                          | Судьи: Андреас Харнебринг Петри Линдквист Линейные судьи: Маркку Бойзе Ханну Сормунен |
| Девен Сидерофф (бол.) — 31:49 (П. Уозерспун, Н. Руа) Митчелл Стивенс— 44:18 (Б. Хоуден, И. Бир) | 0:1 :1 1:2 1:3 1:4 2:4 2:5 2:6 2:7                   | 22:25 — Клейтон Келлер (Дж. Бракко, Ч. Крис) 37:58 — Остон Мэттьюс (М. Фладстранд) 42:23 — Остон Мэттьюс (М. Ткачук, Дж. Рословик) 42:55 — Колин Уайт (К. Джонс) 44:39 — Джордан Гринуэй (К. Фишер) 47:09 — Колин Уайт (К. Келлер, Дж. Бракко) 49:45 — Колин Уайт (К. Келлер, Дж. Бракко) |                          | Судьи: Андреас Харнебринг Петри Линдквист Линейные судьи: Маркку Бойзе Ханну Сормунен |
|                                                                                                 |                                                      | |                          | Судьи: Андреас Харнебринг Петри Линдквист Линейные судьи: Маркку Бойзе Ханну Сормунен |
|                                                                                                 |                                                      | |                          | Судьи: Андреас Харнебринг Петри Линдквист Линейные судьи: Маркку Бойзе Ханну Сормунен |
|                                                                                                 |                                                      | |                          | Судьи: Андреас Харнебринг Петри Линдквист Линейные судьи: Маркку Бойзе Ханну Сормунен |
| 12 мин                                                                                          | Штраф                                                | 10 мин |                          | Судьи: Андреас Харнебринг Петри Линдквист Линейные судьи: Маркку Бойзе Ханну Сормунен |
|                                                                                                 |                                                      | |                          |                                                                                       |
|                                                                                                 | 18                                                   | Броски | 38                       |                                                                                       |

| 25 апреля 2015 19:00 | Финляндия | 5:4 (ОТ) (2:2, 0:0, 2:2, 1:0) | Швейцария | Боссар Арена, Цуг Зрителей: 7015 |

| Отчёт | Отчёт                              | Отчёт | Отчёт                                            | Отчёт                                                                        |
| --- | ---------------------------------- | --- | ------------------------------------------------ | ---------------------------------------------------------------------------- |
| |                                    | |                                                  |                                                                              |
| | Вейни Вехвиляйнен — 00:00-65:19    | Вратари | 00:00-58:20 — Йорен ван Поттельберге 59:19-65:19 | Судьи: Бретт Айверсон Мариан Роатш Линейные судьи: Мартин Корба Николас Пише |
| | Голы:                              | |                                                  | Судьи: Бретт Айверсон Мариан Роатш Линейные судьи: Мартин Корба Николас Пише |
| Ессе Пульюярви — 01:15 (В. Вайнио) Патрик Лайне — 19:04 (А. Саарела) Алекси Саарела (бол.) — 42:54 (Е. Пульюярви, С. Тавернье) Патрик Лайне — 48:17 (Е. Пульюярви) Алекси Саарела — 65:19 | 1:0 1:1 1:2 :2 3:2 4:2 4:3 4:4 5:4 | 04:45 — Дамьен Риат (Й. Зигенталер, О. Импозе) 16:59 — Кристиан Зулески 58:04 — Нико Хишир (Й. Зигенталер, К. Тюркауф) 59:19 — Дамьен Риат (О. Импозе, К. Тюркауф) |                                                  | Судьи: Бретт Айверсон Мариан Роатш Линейные судьи: Мартин Корба Николас Пише |
| |                                    | |                                                  | Судьи: Бретт Айверсон Мариан Роатш Линейные судьи: Мартин Корба Николас Пише |
| |                                    | |                                                  | Судьи: Бретт Айверсон Мариан Роатш Линейные судьи: Мартин Корба Николас Пише |
| |                                    | |                                                  | Судьи: Бретт Айверсон Мариан Роатш Линейные судьи: Мартин Корба Николас Пише |
| 10 мин | Штраф                              | 10 мин |                                                  | Судьи: Бретт Айверсон Мариан Роатш Линейные судьи: Мартин Корба Николас Пише |
| |                                    | |                                                  |                                                                              |
| | 28                                 | Броски | 33                                               |                                                                              |

### Матч за 3-е место
Время местное (UTC+2).
| 26 апреля 2015 15:00 | Канада | 5:2 (3:2, 2:0, 0:0) | Швейцария | Боссар Арена, Цуг Зрителей: 4718 |

| Отчёт | Отчёт                       | Отчёт                                                                                        | Отчёт                                            | Отчёт                                                                                  |
| --- | --------------------------- | -------------------------------------------------------------------------------------------- | ------------------------------------------------ | -------------------------------------------------------------------------------------- |
| |                             |                                                                                              |                                                  |                                                                                        |
| | Зак Савченко — 00:00-60:00  | Вратари                                                                                      | 00:00-57:15 — Йорен ван Поттельберге 58:07-60:00 | Судьи: Владимир Пешина Кристофер Питоскья Линейные судьи: Брайан Оливер Ханну Сормунен |
| | Голы:                       |                                                                                              |                                                  | Судьи: Владимир Пешина Кристофер Питоскья Линейные судьи: Брайан Оливер Ханну Сормунен |
| Гленн Годин — 07:09 (Т. Сой) Дженсен Харкинс — 09:39 (Т. Бенсон) Девен Сидерофф — 11:54 (Г. Нотт, К. Капобьянко) Бретт Хоуден — 36:25 (Н. Руа, Д. Сидерофф) Гленн Годин — 38:43 (М. Спенсер, Т. Сой) | 1:0 2:0 3:0 3:1 3:2 4:2 5:2 | 17:30 — Дамьен Риат (бол.) (К. Пинана, Н. Мархон) 18:55 — Робин Фукс (К. Пинана, Р. Прассль) |                                                  | Судьи: Владимир Пешина Кристофер Питоскья Линейные судьи: Брайан Оливер Ханну Сормунен |
| |                             |                                                                                              |                                                  | Судьи: Владимир Пешина Кристофер Питоскья Линейные судьи: Брайан Оливер Ханну Сормунен |
| |                             |                                                                                              |                                                  | Судьи: Владимир Пешина Кристофер Питоскья Линейные судьи: Брайан Оливер Ханну Сормунен |
| |                             |                                                                                              |                                                  | Судьи: Владимир Пешина Кристофер Питоскья Линейные судьи: Брайан Оливер Ханну Сормунен |
| 10 мин | Штраф                       | 2 мин                                                                                        |                                                  | Судьи: Владимир Пешина Кристофер Питоскья Линейные судьи: Брайан Оливер Ханну Сормунен |
| |                             |                                                                                              |                                                  |                                                                                        |
| | 33                          | Броски                                                                                       | 30                                               |                                                                                        |

### Финал
Время местное (UTC+2).
| 26 апреля 2015 19:00 | США | 2:1 (ОТ) (0:1, 0:0, 1:0, 1:0) | Финляндия | Боссар Арена, Цуг Зрителей: 4457 |

| Отчёт                                                                                     | Отчёт                    | Отчёт                           | Отчёт                           | Отчёт                                                                             |
| ----------------------------------------------------------------------------------------- | ------------------------ | ------------------------------- | ------------------------------- | --------------------------------------------------------------------------------- |
|                                                                                           |                          |                                 |                                 |                                                                                   |
|                                                                                           | Эван Сарту — 00:00-72:44 | Вратари                         | 00:00-72:44 — Вейни Вехвиляйнен | Судьи: Бретт Айверсон Мариан Роатш Линейные судьи: Александр Отмахов Николас Пише |
|                                                                                           | Голы:                    |                                 |                                 | Судьи: Бретт Айверсон Мариан Роатш Линейные судьи: Александр Отмахов Николас Пише |
| Джек Рословик — 48:41 (М. Ткачук, О. Мэттьюс) Колин Уайт — 72:44 (Дж. Бракко, Ч. Макэвой) | 0:1 :1 2:1               | 00:17 — Юлиус Няттинен (С. Ахо) |                                 | Судьи: Бретт Айверсон Мариан Роатш Линейные судьи: Александр Отмахов Николас Пише |
|                                                                                           |                          |                                 |                                 | Судьи: Бретт Айверсон Мариан Роатш Линейные судьи: Александр Отмахов Николас Пише |
|                                                                                           |                          |                                 |                                 | Судьи: Бретт Айверсон Мариан Роатш Линейные судьи: Александр Отмахов Николас Пише |
|                                                                                           |                          |                                 |                                 | Судьи: Бретт Айверсон Мариан Роатш Линейные судьи: Александр Отмахов Николас Пише |
| 2 мин                                                                                     | Штраф                    | 4 мин                           |                                 | Судьи: Бретт Айверсон Мариан Роатш Линейные судьи: Александр Отмахов Николас Пише |
|                                                                                           |                          |                                 |                                 |                                                                                   |
|                                                                                           | 62                       | Броски                          | 20                              |                                                                                   |

## Рейтинг и статистика

### Итоговое положение команд
| 1   | США       |
| 2   | Финляндия |
| 3   | Канада    |
| 4.  | Швейцария |
| 5.  | Россия    |
| 6.  | Чехия     |
| 7.  | Словакия  |
| 8.  | Швеция    |
| 9.  | Латвия    |
| 10. | Германия  |

| Чемпион мира по хоккею с шайбой среди юниорских команд 2015 |
| США Девятый титул                                           |

### Лучшие бомбардиры
| Игрок              | И | Г | П  | О  | Штр | +/− |
| ------------------ | - | - | -- | -- | --- | --- |
| Остон Мэттьюс      | 7 | 8 | 7  | 15 | 0   | +11 |
| Джереми Бракко     | 7 | 3 | 10 | 13 | 2   | +10 |
| Мэтью Барзал       | 7 | 3 | 9  | 12 | 0   | +2  |
| Мэттью Ткачук      | 7 | 2 | 10 | 12 | 2   | +10 |
| Патрик Лайне       | 7 | 8 | 3  | 11 | 0   | +6  |
| Джек Рословик      | 7 | 6 | 5  | 11 | 4   | +11 |
| Митчелл Стивенс    | 7 | 5 | 5  | 10 | 10  | +1  |
| Колин Уайт         | 7 | 6 | 3  | 9  | 0   | +8  |
| Клейтон Келлер     | 7 | 4 | 5  | 9  | 0   | +7  |
| Мартиньш Дзиеркалс | 6 | 3 | 6  | 9  | 10  | +2  |
| Вили Саариярви     | 7 | 3 | 6  | 9  | 4   | +2  |

Примечание: И = Количество проведённых игр; Г = Голы; П = Голевые передачи; О = Очки; Штр = Штрафное время; +/− = Плюс-минус
По данным: IIHF.com

### Лучшие вратари
В списке вратари, сыгравшие не менее 40 % от всего игрового времени их сборной.
| Игрок             | ВП     | Бр  | ПШ | КН   | %ОБ   | И"0" |
| ----------------- | ------ | --- | -- | ---- | ----- | ---- |
| Антон Красоткин   | 120:00 | 85  | 4  | 2.00 | 95.29 | 1    |
| Вейни Вехвиляйнен | 437:12 | 233 | 12 | 1.65 | 94.85 | 1    |
| Илья Самсонов     | 180:00 | 121 | 8  | 2.67 | 93.39 | 0    |
| Эван Сарту        | 312:44 | 82  | 6  | 1.15 | 92.68 | 1    |
| Адам Гуска        | 278:39 | 160 | 14 | 3.01 | 91.25 | 0    |

Примечание: ВП = Время на площадке; Бр = Броски по воротам; ПШ = Пропущено шайб; КН = Коэффициент надёжности; %ОБ = Процент отражённых бросков; И"0" = «Сухие игры»
По данным: IIHF.com

### Индивидуальные награды
Самый ценный игрок (MVP):
- Остон Мэттьюс

Лучшие игроки:
- Вратарь:  Илья Самсонов
- Защитник:  Вили Саариярви
- Нападающий:  Остон Мэттьюс

Сборная всех звёзд:
- Вратарь:  Вейни Вехвиляйнен
- Защитники:  Вили Саариярви —  Йонас Зигенталер
- Нападающие:  Патрик Лайне —  Денис Мальгин —  Остон Мэттьюс